# Børskrak
Børskrak er en betegnelse som bruges, når børsen falder usædvanligt meget, som regel på grund af få kunder så sælgeren må sænke priserne for at få køberne interesserede og dermed få omsat varen. Børskrak kan føre til finansielle kriser.
Navnet på nedbrudet opstod i forbindelse med det store sammenbrud på børsen i Wien i 1873.

## Historisk
Store børskrak i historien:
- Amsterdams bankkrise 1763 [2]
- Børskrakket i Wien 1873 [3]
- Wall Street-krakket 24 oktober 1929, cirka -40 procent på en måned.[4]
- Sort Mandag 19 oktober 1987, DJIA cirka -22 procent på en dag[5].
- IT-boblen marts 2000 - oktober 2002, cirka -73 procent på to år. [6]
- Finanskrisen 2007-2009 [6] hvoraf -20 procent på fem dage (6–10 oktober 2008).[7]